# أسا ويتني
أسا ويتني (بالإنجليزية: Asa Whitney) هو شخصية أعمال أمريكي، ولد في 1797 في Groton, Connecticut ‏ في الولايات المتحدة، وتوفي في 1872 في واشنطن العاصمة في الولايات المتحدة.

## وصلات خارجية
- أسا ويتني على موقع الموسوعة البريطانية (الإنجليزية)